# Paganese Calcio 1926
A Paganese Calcio 1926 S.r.l, mais conhecida como Paganese, é uma equipe de futebol italiana com sede na cidade de Pagani. As suas cores são o azul e o seu símbolo é a estrela branca, dispulta as suas partidas como mandante no estádio Marcello Torre de Pagani.
A Paganese, no curso da sua história, ha conquistado dois campeonatos da Serie D e um Scudetto Dilettanti, outras duas promoções na Serie C2, 1 promoção na Serie C1 e uma na Lega Pro Prima Divisione.
Na temporada 2014-2015 milita na Lega Pro.